# Карлес Решак
Карлес Решак (кат. Carles Rexach, МФА: [ˈkarɫəz rəˈʃak], нар. 13 січня 1947, Педральбес) — іспанський футболіст, що грав на позиції флангового нападника. По завершенні ігрової кар'єри — футбольний тренер.
Усю кар'єру провів у «Барселоні», яку згодом також тренував. Був гравцем національної збірної Іспанії.

## Клубна кар'єра
Народився 13 січня 1947 року в Педральбесі, на той час передмісті Барселони. Вихованець футбольної школи клубу «Барселона». У дорослому футболі дебютував 1965 року виступами за фарм-клуб каталонського клубу, який тоді носив назву «Кондаль», в якому провів два сезони. 
З 1967 року почав залучатися до ігор головної команди «Барселони», за яку відіграв 14 сезонів. Виграв за цей час низку національних і європейських трофеїв. Попри те, що не був основною ударною силою тогочасної «Барселони», регулярно забивав важливі голи, а в сезоні 1970–71, забивши 17 голів у чемпіонаті, став одним із співволодарів Трофею Пічічі найкращому бомбардиру іспанської Прімери.

## Виступи за збірні
1969 року дебютував в офіційних матчах у складі національної збірної Іспанії. Протягом кар'єри у національній команді, яка тривала 10 років, викликався до збірної нерегулярно і провів у формі головної команди країни лише 15 матчів, забивши 2 голи. У складі збірної був учасником чемпіонату світу 1978 року в Аргентині.
Також грав за невизнану ФІФА та УЄФА збірну Каталонії.

## Кар'єра тренера
Завершивши виступи на футбольному полі, залишився у клубній структурі «Барселони», де протягом першої половини 1980-х працював на різних позиціях у тренерських штабах молодіжної команди і команди дублерів.
1987 року новопризначений головний тренер основної команди «Барселони» Луїс Арагонес запросив Решака до очолюваного ним тренерського штабу. За рік очільником каталонської команди було призначено зіркового нідерландця Йогана Кройфа, який залишив Решака своїм помічником. На початку 1991 року Кройф був змушений зробити операцію на серці, і на період його відновлення виконовучем обов'язків головного тренера «Барси» було призначено Решака. Під його керівництвом команда провела другу половину сезону 1990–1991, здобувши титул чемпіона Іспанії. Після повернення Кройфа Карлес Решак продовжував працювати його помічником і протягом наступних років став співавтором ще трьох перемог «Барселони» в іспанській першості.
Після звільнення Кройфа з «Барселони» Решак залишився у клубі, втім на адміністративній роботі. Був спортивним директором, зокрема саме його заслугою прийнято вважати зарахування 2000 року до академії каталонського клубу зовсім юного аргентинця Ліонеля Мессі та виділення коштів на його лікуання від дефіциту гормону росту. Робота у каталонському клубі переривалася у 1997–1998 роках, коли Решак працював в Японію, тренуючи «Йокогама Флюгелс».
Востаннє, однак, спеціаліст перебував на тренерській роботі все ж у рідній «Барселоні». За сім турів до завершення чемпіонату Іспанії 2000–01 керівництво клубу звільнило головного тренера команди Лоренсо Серра Феррера і призначило на його місце Карлеса Решака. Рішення було тимчасовим, але після вдалого виконання Решаком завдання зачепитися того сезону за путівку до Ліги чемпіонів, було вирішено залишити його очільником каталонської команди. Наступний сезон, утім, виявився для «Барселони» знову провальним — четверте місце у чемпіонаті, принизливий виліт з національних кубкових змагань від нижчолігових команд та поразка у півфіналі Ліги чемпіонів від принципового суперника, мадридського «Реала». Усе це змусило підшукувати заміну Решаку на чолі «Барселони», якою влітку 2002 став нідерландець Луї ван Гал. Решак повернувся до адміністративної роботи, а 2003 року остаточно залишив клуб, якому загалом присвятив понад 40 років свого життя.

## Титули і досягнення

### Як гравця
- Чемпіон Іспанії (1):  1973–74
- Володар Кубка Іспанії з футболу (4): 1967–68, 1970–71, 1977–78, 1980–81
- Володар Кубка ярмарків (2): 1965–66, Суперфінал 1971
- Володар Кубка володарів кубків (1):  1978–79

### Як тренера
- Чемпіон Іспанії (1): 1990–91

### Особисті
- Найкращий бомбардир іспанської Прімери: 1970–71